# Christopher Anstey
Christopher Anstey, född 31 oktober 1724 och död 3 augusti 1805, var en engelsk författare.
Anstey skrev den ytterst populära New bath guide (svensk översättning Engelskt badliv, 1766) i familjär satririsk ton och med flytande fri versbehandling som i viss mån förebådar romantiken.